# Acopan-Tepui
Der Acopan-Tepui (auch Acopán-Tepui) ist ein bis auf weiteres unerschlossener 2112 Meter hoher Tepui in Bolívar, Venezuela.
Eine alte Legende der einheimischen Pemón besagt, dass sich der Himmel verdunkelt und es zu regnen beginnt, wenn in der Nähe des Berges Lärm gemacht wird oder ein Fremder ihn berührt. 

„Der Acopan wird es nicht mögen, wenn ihr an ihm klettert“

## Erstbesteigung
Die Erstbesteigung gelang im Dezember 2006 über den 700 Meter hohen, stark überhängenden Nordpfeiler. Sie wurde von einem Team von Extrembergsteigern durchgeführt, das aus Stefan Glowacz, Kurt Albert, Holger Heuber und Ivan Calderón bestand. Um den Berg zu erreichen, folgten die Männer zunächst in drei Faltbooten über 100 Kilometer lang dem gewundenen Flusslauf des Rio Karuai, um in das entlegene Territorium der Pemón zu gelangen.
Die Schwierigkeiten der Route liegen kontinuierlich zwischen dem VIII. und IX. Schwierigkeitsgrad. Die Standplätze wurden jeweils mit zwei Bohrhaken ausgerüstet, zur Absicherung kamen hauptsächlich Friends und Klemmkeile zum Einsatz.
Die Erstbesteigung wurde in dem Film Acopan – Aufbruch zum Götterberg dokumentiert.